# Maurício Moura

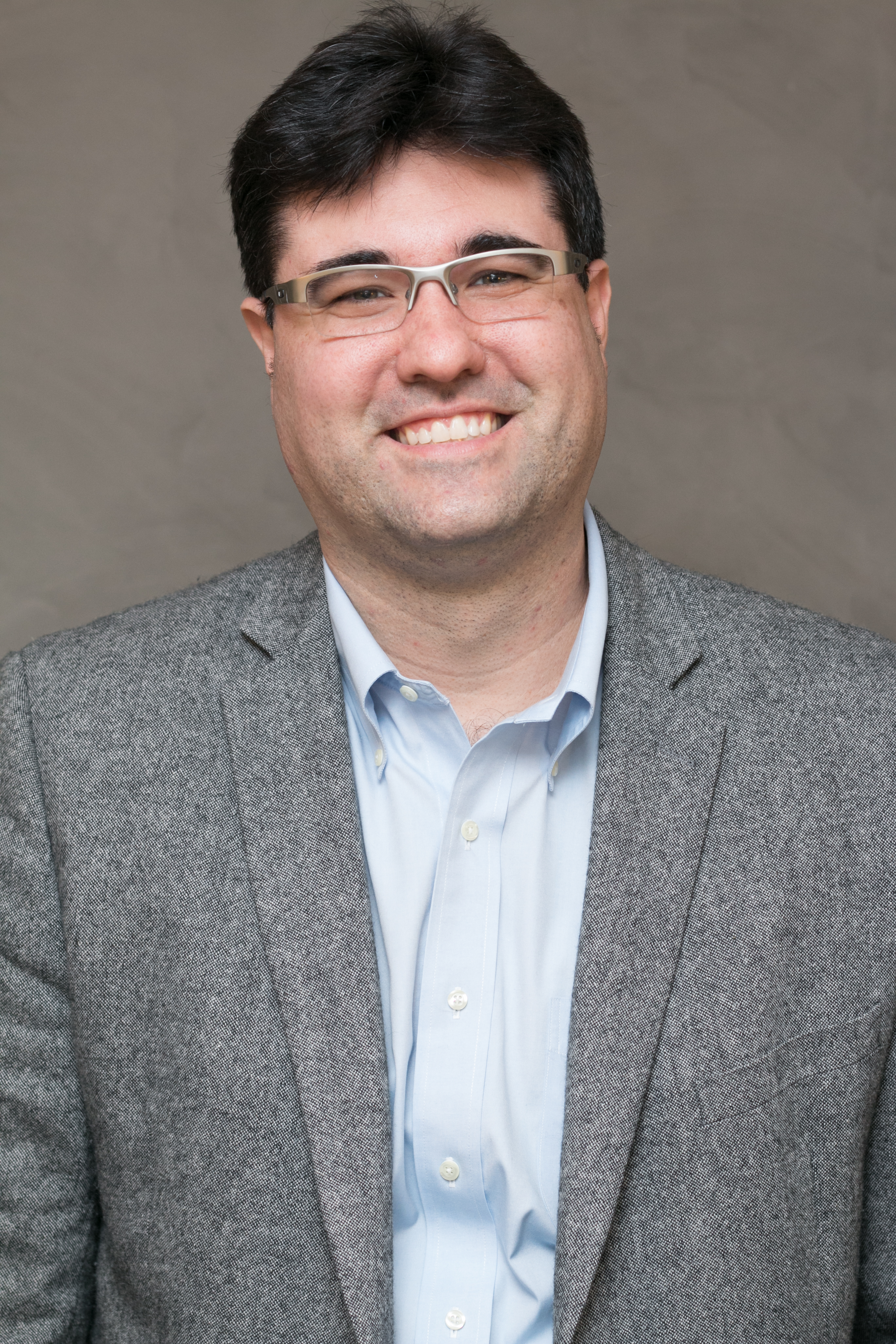
Mauricio Moura, 2016

Maurício José Serpa Barros de Moura (Rio de Janeiro, 3 de janeiro de 1979) é um economista
e pesquisador brasileiro na The George Washington University nos Estados Unidos da área de políticas públicas e análises eleitorais e formado no Owner/President Management Program da Harvard Business School, programa voltado para CEO's e acionistas majoritários, na turma 52.
Formado em economia pela Faculdade de Economia e Administração da Universidade de São Paulo – FEA-USP (2000), especializou-se em políticas públicas e desenvolvimento econômico, cursando mestrado em Social Sciences na University of Chicago, political management na The George Washington University e doutorado em Economia e Política do Setor Público na Fundação Getúlio Vargas -  FGV/SP com extensão na The George Washington University (2009). Completou também o Doutorado em Political Science na Atlantic International University em 2023. Autor de inúmeros artigos acadêmicos sobre temas como microcrédito, direito de propriedade e políticas públicas publicados em congressos internacionais e revistas acadêmicas e de mais de uma centena de textos sobre política e economia e seu impacto na sociedade publicados na grande imprensa brasileira e internacional. Co-autor dos livros Data&Varejo (2007) e do Varejo Competitivo (2008). Em 2012, foi co-autor e organizador do livro "Fazendo as Malas" pela editora Saraiva.   
Sua tese de doutorado recebeu um artigo na Revista Época, tratando do estudo inédito que revelou como a distribuição de títulos de propriedade aos moradores melhora a vida dos pobres.
Em sua trajetória profissional, foi economista de grande instituições financeiras como o BankBoston, Unibanco e Lazard Investment Banking. No Unibanco, foi pioneiro no desenvolvimento do primeiro programa privado de microcrédito no Brasil. Também atuou em organismos multilaterais com United Nations em Nova York como um dos principais colaboradores do International Year of Microcredit (2005); foi Investment Officer do IFC-Banco Mundial em Washington, DC. Na área acadêmica lecionou na Universidade Mackenzie, Ibmec-SP (atualmente Insper) e FGV-SP. Desde 2012, é pesquisador visitante da The George Washington University. Também é membro do Conselho Consultivo da GSPM (Graduate School of Political Management) da The George Washington University. Também é fundador do Instituto de pesquisa IDEIA. Desde 2023, é fundador e sócio do Gauss Zaftra, primeiro fundo multimercado do mundo a operar eventos eleitorais. 
Em 2019 publicou, em conjunto com Juliano Coberllini, o livro: A Eleição Disruptiva, Por que Bolsonaro Venceu, pela Editora Record. 
Em 2022, foi entrevistado pelo Programa Roda Viva da TV Cultura sobre pesquisas eleitorais.
Em 2024, em conjunto com a jornalista Maria Carolina Trevisan publico o livro: Voto a Voto, pela Editora Telha. https://editoratelha.com.br/product/voto-a-voto-os-cinco-principais-motivos-que-levaram-bolsonaro-a-perder-por-pouco-a-reeleicao/

## Publicações
- MOURA, M. J. S. B.; PIRES, G. ; PEREGRINI, I. ; ANDRADE, B. . Tradicional versus moderno: Um estudo comparativo sobre as técnicas metodológicas de porta a porta e URA nas pesquisas de opinião. PMKT- Revista Brasileira de Pesquisas de Marketing, Opinião e Mídia, v. 9, p. 140-150, 2016.
- PIZA, CAIO ; DE MOURA, MAURICIO JOSÉ SERPA BARROS . The effect of a land titling programme on households access to credit. Journal of Development Effectiveness, v. 4, p. 1-27, 2015.http://www.tandfonline.com/doi/abs/10.1080/19439342.2015.1057859
- MOURA, M. J. S. B. ; Rodrigo De Losso Silveira Bueno ; MURITIBA, S. N. ; Muritiba, P. M. ; MORETTI, S. L. . Market value analysis of entrepreneurs microcredit and personal loans. Journal of Business Management and Economics, v. 5, p. 120-130, 2014. http://econpapers.repec.org/article/etrseries/v_3a5_3ay_3a2014_3ai_3a05_3ap_3a120-130.htm
- MOURA, M. J. S. B. ; PIZA, Caio de T. ; POPLAWSKI-RIBEIRO, M. . Are there any distributive effects of land title on labor supply? evidence from Brazil. IZA Journal fo Labor & Development, v. 3, p. 3-11, 2014. http://www.izajold.com/content/3/1/11
- MOURA, M. J. S. B. ; Rodrigo De Losso Silveira Bueno . The Effect of Land Title on Child Labor Supply: Empirical Evidence from Brazil. Research in Labor Economics, v. 40, p. 195-222, 2014. http://www.emeraldinsight.com/doi/abs/10.1108/S0147-912120140000040007
- MOURA, M. J. S. B. ; Rodrigo Bueno . Land title program in Brazil: Are there any changes to happiness?. The Journal of Socio-economics, v. 45, p. 196, 2013 http://www.sciencedirect.com/science/article/pii/S1053535713000681
- MURITIBA, S. N. ; Muritiba, P. M. ; MOURA, M. J. S. B. ; Vasconcelos, Eduardo ; FRENCH, L. . STRATEGIC INVOLVEMENT OF THE BOARD IN DEVELOPING COUNTRIES. International Journal of Business Research (Turlock), v. 13, p. 79-90, 2013. http://connection.ebscohost.com/c/articles/91829803/strategic-involvement-board-developing-countries

- MOURA, M. J. S. B. "Is Rio s Tough Love Strategy Against Violence Working? Final Digest. 2011".
- NASCIMENTO, C. C. ; MOURA, M. J. S. B. "Análise da Poluição Atmosférica no Município de São Paulo e as Limitações Estatísticas para Melhor Aplicação de Políticas Públicas. REUNA, v. 16, p. 121-133, 2011".
- MOURA, M. J. S. B. ; Rodrigo De Losso Silveira Bueno . "Some Notes on How Land Title Affects Chilld Labor. Revista ANPEC, v. 11, p. 358-382, 2010".
- MOURA, M. J. S. B. ; Zambaldi ; Ferreira ; ARANHA, . "Questão da Seleção Adversa no Microcrédito Produtivo Orientado: Um Estudo sobre o Comportamento de Adimplência de Empreendedores de Baixa Renda. Pesquisa & Debate (São Paulo. 1985. Online), v. dez 20, p. 1, 2005".
- MOURA, M. J. S. B. ; FILOMENA, T. . "Real options as a tool to hedge technological convergence risks in the american ethanol industry: a preliminary investigation. Produto & Produção (Impresso), v. 11, p. 59-68, 2010".
- MOURA, M. J. S. B. (Org.) . Data&Varejo - o Comércio Brasileiro em Números. 1. ed. São Paulo: GS Publicações, 2007. v. 1000. 2005 p.
- Souza, Marcos Gouvea ; MOURA, M. J. S. B. . Índice Global de Maturidade do Varejo - Global Retail Maturity Index (GRMI). In: Marcelo Waideman;Renato Müller. (Org.). Data & Varejo - o presente e o futuro do varejo e da distribuição. 3 ed. Sao Paulo: Publicações da GS&MD - Gouvêa de Souza., 2010, v. , p. -.
- MOURA, M. J. S. B. ; NASCIMENTO, C. C. . A dinâmica do varejo diante das oscilações da economia brasileira. In: Claudio Felisoni de Angelo; José Augusto Giesbrecht da Silveira. (Org.). Varejo Competitivo. 1 ed. São Paulo: Saint Paul, 2008, v. 13, p. 143-164.